# مونتسکیرشن
مونتسکیرشن (به آلمانی: Münzkirchen) یک منطقهٔ مسکونی در اتریش است که در ناحیه شاردینگ واقع شده‌است. مونتسکیرشن ۲۱ کیلومتر مربع مساحت دارد ۴۸۶ متر بالاتر از سطح دریا واقع شده‌است.